# Zemljopis Eritreje
Eritreja je smještena na afričkom rogu, a graniči na sjeveroistoku i istoku s Crvenim morem, na zapadu i sjeverozapadu je Sudan, na jugu Etiopija, a na jugoistoku Džibuti. Zemlja ima visoki središnji plato koji varira od 1.800 do 3.000 metara iznad morske razine. Obalne ravnice, zapadne nizine, i oko 350 otoci obuhvaćaju ostatak kopnene Eritreje. Eritreja ima vrući suhi pustinjski pojas uz obalu Crvenog mora, dok je hladnija i vlažnija klima u središnjoj visoravni.

## Statistika
- lokacija: Istočna Afrika,
- geografski koordinate: 15 ° 00'S 39 ° 00'E
- površina:
- ukupno:  124.320 km²
- kopno: 121.320 km²
- voda: 4.000 km²

- državne granice:
- ukupno: 1.630 km
- granične zemlje: Džibuti 113 km, Etiopija 912 km, Sudan 605 km
- duljina obale:  2.234 km ukupo; kopno 1.151 km, otoci 1.083 km

- najniža točka: jezero Kulul -75 m
- najviša točka: Emba Soira 3 018 m

- prirodni resursi: zlato, soda, cink, bakar, sol, eventualno nafta i zemni plin, riba

- korištenja zemljišta:
- obradivo zemljište: 12%
- stalni usjevi: 1%
- trajni pašnjaci: 49%
- šume i šumsko područje: 6%
- drugo: 32% (1998.)
- navodnjavano zemljište: 280 km ² (1993.)
- prirodne opasnosti: duga razdoblja suše i lokalne oluje
- okoliš - trenutni problemi: krčenje šuma, širenje pustinje, erozija tla, gubitak infrastrukture zbog građanskog rata, posljedice erupcije vulkana Nabro.